# پایگاه هوایی محافظت ملی بردلی
پایگاه هوایی محافظت ملی بردلی (به انگلیسی: Bradley Air National Guard Base) یک فرودگاه است . این فرودگاه در کشور ایالات متحده آمریکا قرار دارد .